# Mercedes-Benz W221

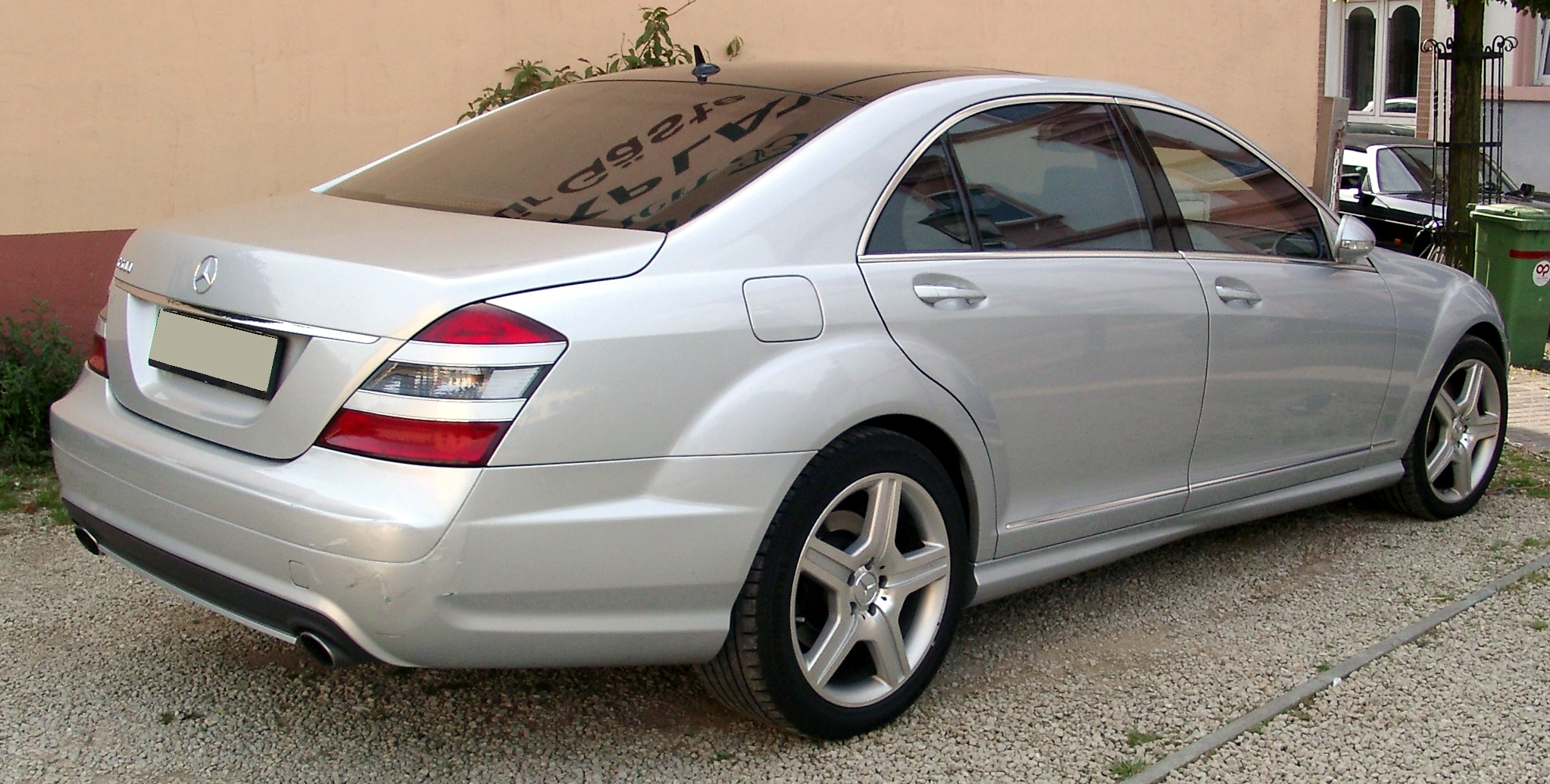
Mercedes S500

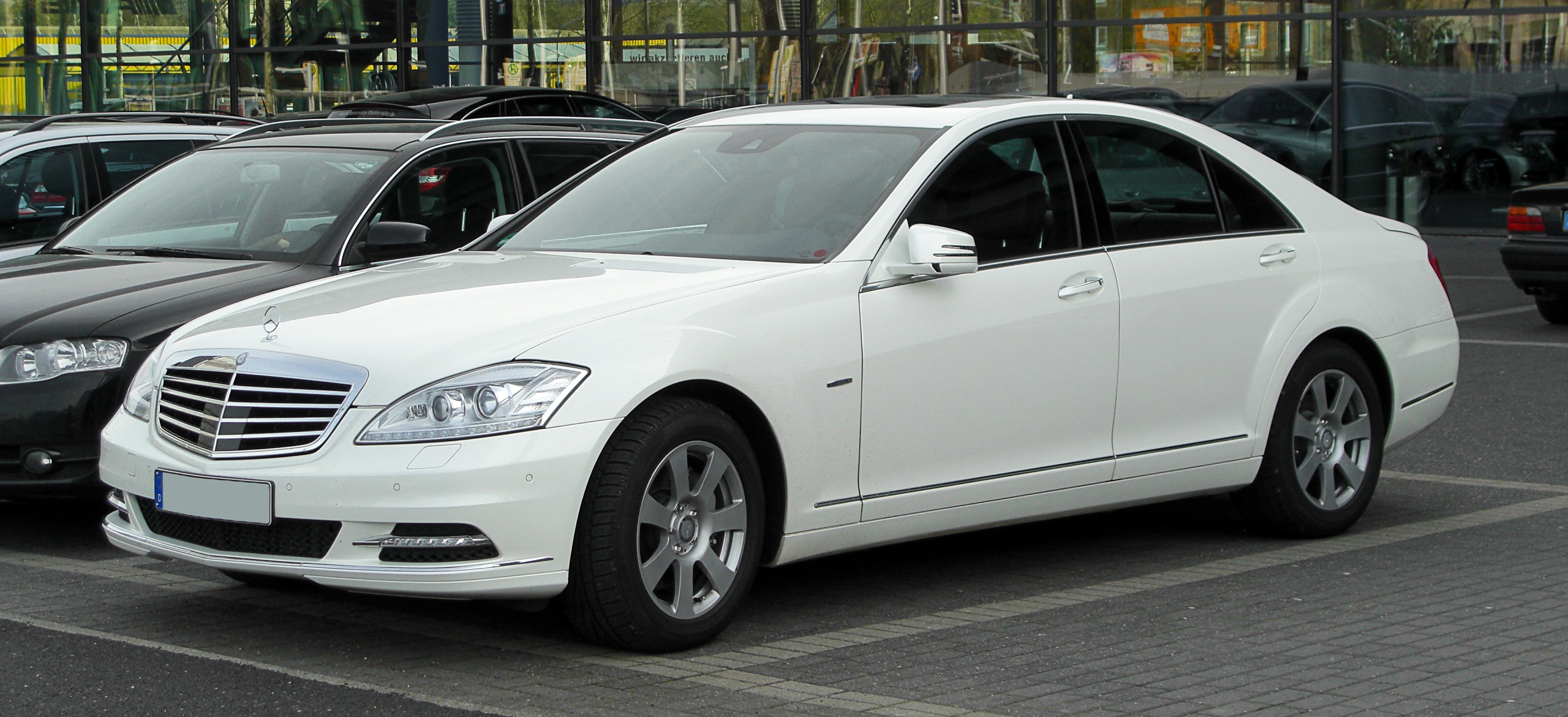
Mercedes S350 BlueTEC (з 2009)

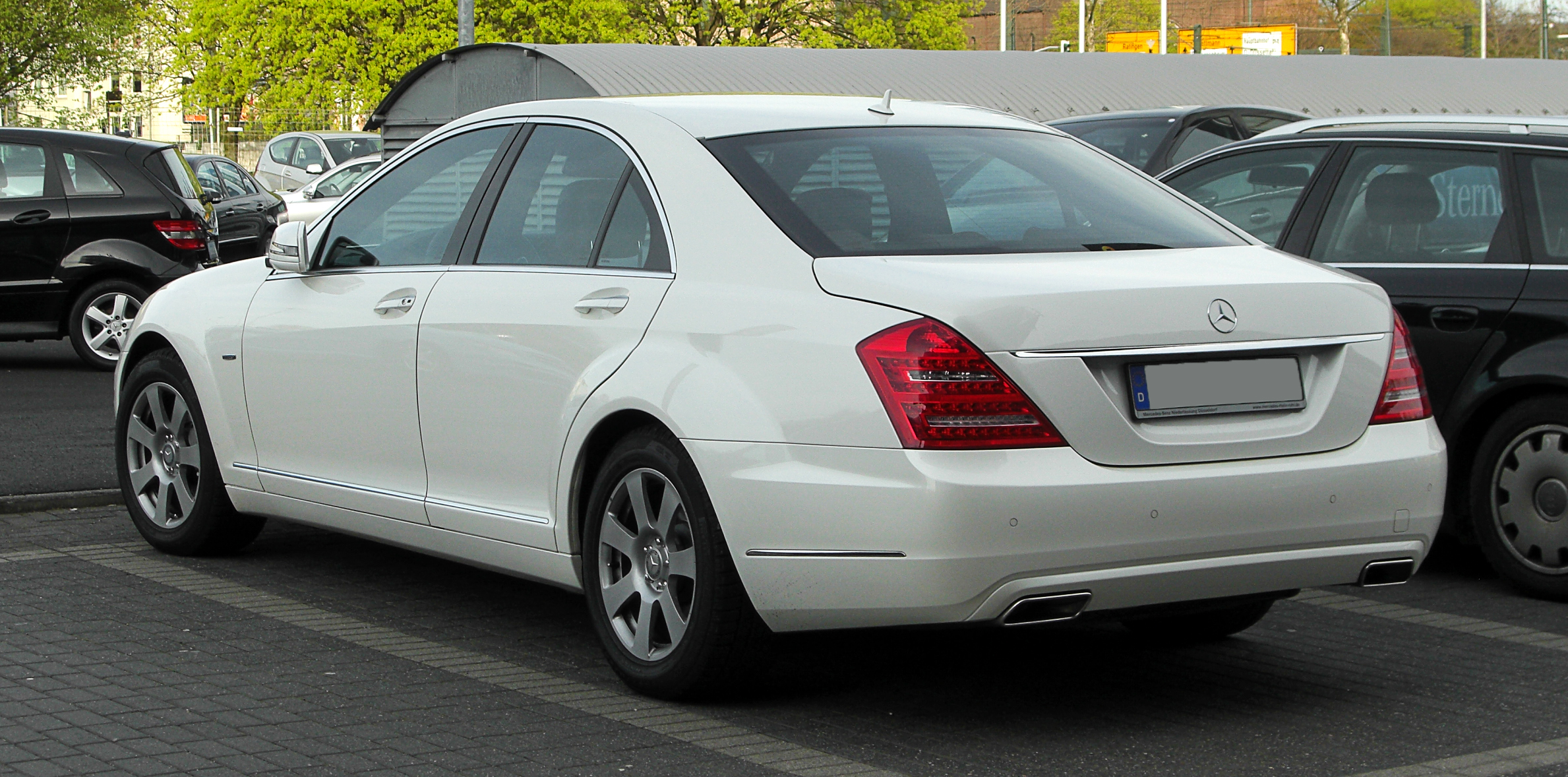
Mercedes S350 BlueTEC (з 2009)

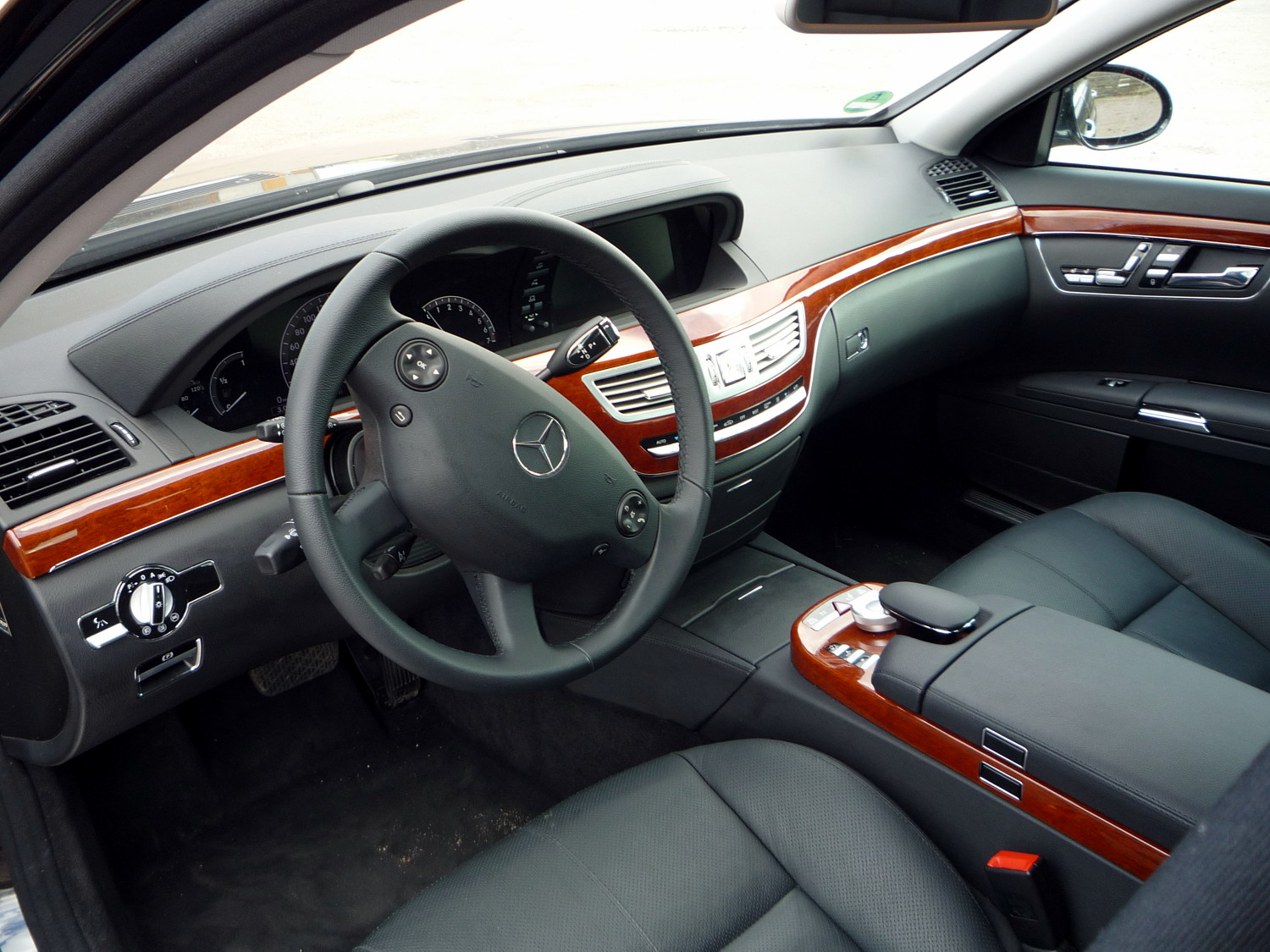
Mercedes S 350

Mercedes-Benz W221 — п'яте покоління S-Класу, який прийшов на зміну Mercedes-Benz W220.

## Опис
Сучасний S-клас був вперше показаний публіці восени 2005-го року. В екстер'єрі автомобіля (особливо в об'ємних арках коліс) явно проглядаються мотиви ретро-стайлінгу. Відчувається також вплив лімузина Maybach W240. Пакет електронних систем включає найсучасніші і різноманітні системи безпеки і комфорту, за якими Mercedes-Benz зберігає лідируючі позиції у світі. Модельний ряд включає дизельні моделі S320 CDI та S420 CDI, а також бензинові S300 (для експорту до Азії) і S350 з V6, а також S450 і S500 з V8 (в США - S550) і S600 з V12. Топ-моделями вважаються дві моделі AMG S63 і S65. У 2008-му році через різке зростання світових цін на паливо і зацікавленості громадськості в «зелених» технологій, вперше в історії S-класу з'явилася гібридна модель S400 Hybrid. 
У 2009 році серія W221 зазнала рестайлінгу, а також отримала опціонну повнопривідну трансмісію і ряд нових електронних систем і екологічні дизельні версії Bluetec з фільтрами у випускній системі. З кінця 2010 року в серії W221 з'явилися нові дизельні моделі S250 CDI, S350 CDI та S350 CGI і S500 CGI.
З моменту запуску серії 221 в 2005 році до кінця 2011 року були продані понад 440 000 автомобілів. До липня 2012 року були продані 500 000 одиниць. Це робить його найпопулярнішим розкішним автомобілем у світі, за кількістю проданих автомобілів протягом 7 років (2005-2012) він випередив серію 126.

## Технічні дані
|                               | S 350                         | S 460                         | S 550                         | S 63 AMG                      | S 550 L                       | S 600 L AMG                            | S 300 CDI                     | S 300 CDI BlueEFFICIENCY      | S 400 CDI                     |
| Рік випуску                   | 2005–2009                     | з 2006                        | з 2005                        | з 2006                        | з 2006                        | з 2006                                 | з 2006                        | з 2008                        | з 2006                        |
| Двигуни                       | Бензинові                     | Бензинові                     | Бензинові                     | Бензинові                     | Бензинові                     | Бензинові                              | Дизельні                      | Дизельні                      | Дизельні                      |
| Моделі двигунів               | V6 M272                       | V8 M273                       | V8 M273                       | V8 M156                       | V12-Biturbo M275              | V12-Biturbo M275                       | V6-Biturbo OM642              | V6-Biturbo OM642              | V8-Biturbo OM629              |
| Об'єм циліндрів               | 3498 см³                      | 4663 см³                      | 5461 см³                      | 6208 см³                      | 5513 см³                      | 5980 см³                               | 2987 см³                      | 2987 см³                      | 3996 см³                      |
| Потужність                    | 200 kW (272 к.с.) при 6000/хв | 250 kW (340 к.с.) при 6000/хв | 285 kW (388 к.с.) при 6000/хв | 386 kW (525 к.с.) при 6800/хв | 380 kW (517 к.с.) при 5000/хв | 450 kW (612/630 к.с.) при 4800–5100/хв | 173 kW (235 к.с.) при 3600/хв | 173 kW (235 к.с.) при 3600/хв | 235 kW (320 к.с.) при 3600/хв |
| Макс. Крутний Момент          | 350 Нм при 2400–5000/хв       | 460 Нм при 2700–5000/хв       | 530 Нм при 2800–4800/хв       | 630 Нм при 5200/хв            | 830 Нм при 1800–3500/хв       | 1000 Нм при 2000–4000/хв               | 540 Нм при 1600–2400/min      | 540 Нм при 1600–2400/хв       | 730 Нм при 2200/хв            |
| Коробка передач               | 7G-TRONIC                     | 7G-TRONIC                     | 7G-TRONIC                     | 7G-TRONIC                     | 5-ст. АКПП                    | 5-ст. АКПП                             | 7G-TRONIC                     | 7G-TRONIC                     | 7G-TRONIC                     |
| Привід                        | Задній [Повний]               | Задній [Повний]               | Задній [Повний]               | Задній                        | Задній                        | Задній                                 | Задній [Повний]               | Задній [Повний]               | Задній                        |
| Модель підвіски               | AIRMATIC                      | AIRMATIC                      | AIRMATIC                      | Active Body Control           | Active Body Control           | Active Body Control                    | AIRMATIC                      | AIRMATIC                      | AIRMATIC                      |
| Обмеження швидкості, км/год   | 250 (електронікою)            | 250 (електронікою)            | 250 (електронікою)            | 250 (електронікою)            | 250 (електронікою)            | 250 (електронікою)                     | 250 (електронікою)            | 250 (електронікою)            | 250 (електронікою)            |
| Розгін, 0–100 км/г у секундах | 7,3                           | 5,9                           | 5,4                           | 4,6                           | 4,6                           | 4,4                                    | 7,8                           | 7,8                           | 6,6                           |
| Витрата палива у л/100 км     | 10,1 Super                    | 11,2 Super                    | 11,7 Super                    | 14,9 Super Plus               | 14,3 Super Plus               | 14,8 Super Plus                        | 8,3 Diesel                    | 7,6 Diesel                    | 9,4 Diesel                    |
| Ціни у $                      | 74.018                        | 82.229                        | 94.129                        | 132.685                       | 152.796                       | 217.116                                | 70.865                        | 70.865                        | 89.607                        |

## S63 і S65 AMG

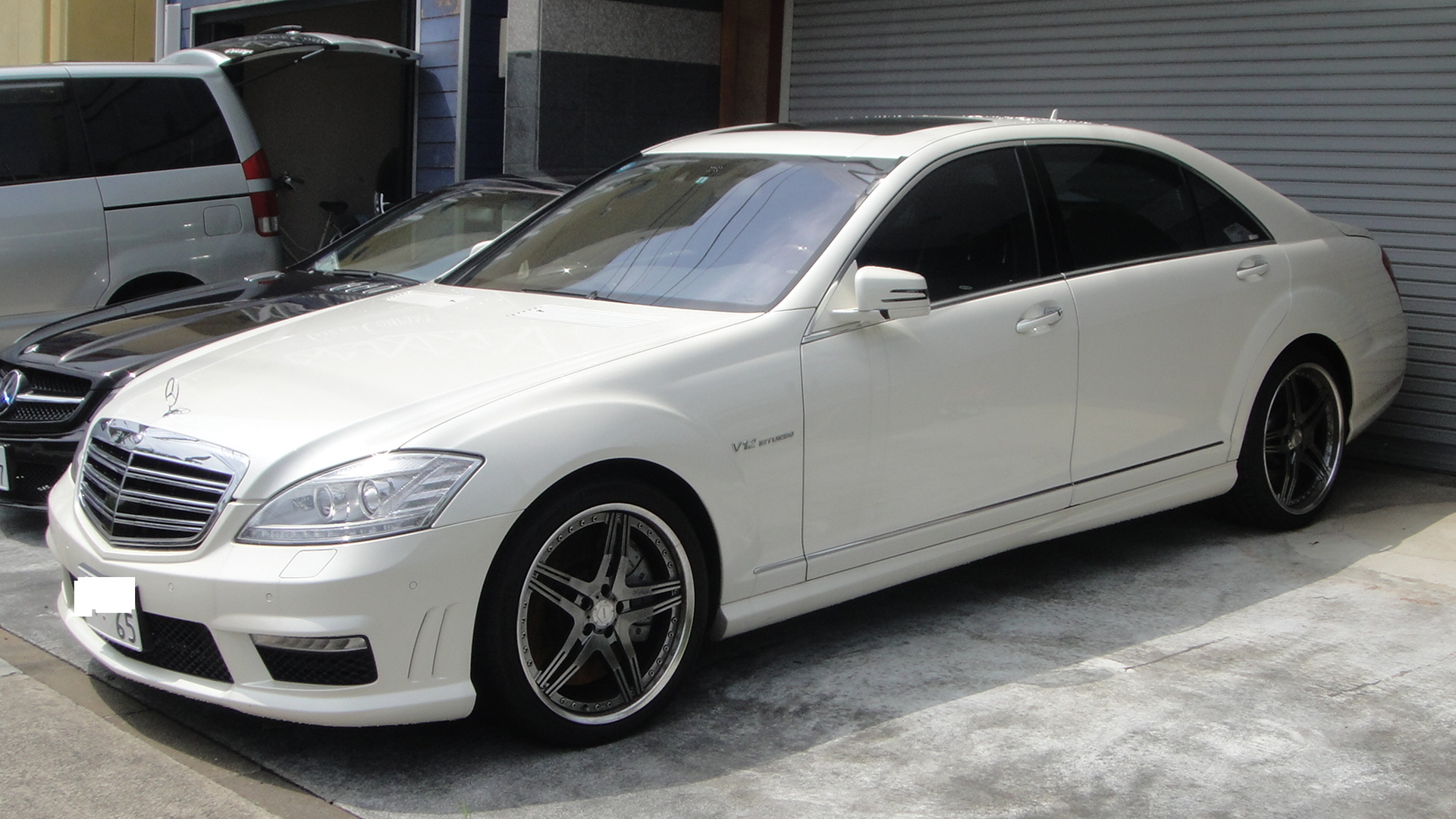
Mercedes-Banz S65 AMG

Модифікації S63 і S65 - найпотужніші версії S-класу, паралельно випускаються підрозділом Mercedes-AMG. Обидві версії представлені в 2006 році. У 2009 році зазнали змін у ході рестайлінгу всієї лінійки Mercedes W221. У 2010 році S63 отримав новий силовий агрегат, S65 зазнала легкої технічної модернізації.
S63 AMG виготовляється у версії зі стандартною і подовженою (+130 мм) колісною базою, S 65 AMG - тільки з довгою колісною базою. Привід - тільки на задні колеса.
Спочатку Mercedes S63 AMG в кузові W221 оснащувався атмосферним V-подібним 8-циліндровим двигуном M156, першим самостійно розробленим мотором AMG. Індекс S63 не є точним відображенням об'єму двигуна: робочий об'єм становить не 6,3, а 6,2 л (6208 см3). Позначення S63 - данина пам'яті моделі 300 SEL 6.3 AMG (кузов W109), цивільної версії гоночного седана, який переміг в добовому кільцевому марафоні Спа-Франкошам в 1971 році.
Двигун M156 встановлюється на цілий ряд моделей AMG з індексом 63 і має різні вихідні характеристики. На S63 AMG двигун розвивав 525 к.с. (386 кВт) при 6800 об/хв і працював в парі з 7-ступінчастою автоматичною трансмісією AMG Speedshift, спортивною версією гідромеханічного «автомата» 7G-Tronic. Седан розганявся до 100 км/год за 4,6 с.
Ще більш потужний Mercedes S65 AMG оснащується V-подібним 12-циліндровим двигуном з двома турбокомпресорами. AMG-версія мотора M275 від S600 на S 65 W221 спочатку розвивала 612 к.с. (450 кВт) в діапазоні 4800-5100 об/хв і крутний момент 1000 Нм в діапазоні 2000-4000 об/хв (для порівняння: мотор M156 на S63 AMG видавав 630 Нм при 5200 об/хв). Як і Mercedes S600, S65 AMG оснащується посиленим 5-ступінчастим «автоматом». Заміни йому поки немає, тому тільки ця трансмісія в поточному арсеналі Mercedes може передавати колосальну тягу V12 бітурбо (вже при 1000 об/хв, трохи вище холостих обертів, мотор видає 570 Нм, а на 1500 об/хв - 750 Нм). Розгін від 0 до 100 км/год займає всього 4,4 с, до 200 км/год - 13,3 с.
В ході рестайлінгу в 2009 році S63 і S65 отримали нові фари і задні ліхтарі, інші бампери і зовнішні дзеркала, світлодіодні денні вогні. Відмінні риси модифікацій - два здвоєних патрубки випускної системи: на S65 вони овальні, на S63 - трапецієподібні.
Віддача двигунів і динамічні характеристики седанів не змінилися, проте знизилася витрата палива, попри те, що машини стали важчими (крім «короткого» S63). S63 з довгою базою додав 25 кг, S 65 - 10 кг. При цьому заявлена витрата палива в змішаному циклі у обох машин склав 14,4-14,5 л/100 км (дані виробника), до рестайлінгу S63 витрачав 14,9 л/100 км, S65 - 14,8 л/100 км.
У 2010 році одночасно з рестайлінгом купе Mercedes CL (кузов C216), в тому числі AMG-модифікацій, були представлені оновлення S-класу від AMG.
Mercedes S63 AMG зберіг індекс, але отримав абсолютно новий двигун. Мотор M157 зроблений в AMG на основі нового мерседесівського бітурбо V8 з індексом M278, який з кінця 2010 року замінює колишні атмосферні V8 (М273) на моделях Mercedes з індексом 500.
Новий двигун з меншим робочим об'ємом отримав турбонаддув і безпосереднє вприскування третього покоління. Віддача - 544 к.с. при 5250-5750 об/хв і 800 Нм при 2000-4000 об/хв, з пакетом AMG Performance Package - 571 к.с. і 900 Нм (у цьому варіанті тиск наддуву підвищено з 1,0 до 1,3 бар).
Нова 7-ступінчаста трансмісія AMG Speedshift MCT замість гідротрансформатора має т. зв. «Мокре» багатодискове зчеплення, може перемикати передачі за 100 мілісекунд. Як і попередниця, вміє самостійно виконувати «перегазовку» (подвійний вижим зчеплення).
Витрата палива оновленого S63 скоротилася на 27%.
Основні характеристики Mercedes S63 AMG 2010 року в порівнянні з попередником:
- Споряджена маса: 2120 кг (+50 кг)
- Об'єм двигуна: 5461 см3 (-747 см3 щодо V8 M156)
- Потужність: 544-571 к.с. (+19-46 к.с.)
- Крутний момент 800-900 Нм (+170-270 Нм)
- Розгін до 100 км/год: 4,4-4,5 с (-0,1-0,2 с)
- Витрата палива в змішаному циклі: 10,5 л/100 км (-3,9 л)

Mercedes S65 AMG змінився менше, але зберіг статус найпотужнішого серійного седана в світі. Додав 18 к.с. в потужності (630 к.с.), 5 кг в масі (2 `275 кг) і знизив витрату палива ще на 0,1 л (14,3 л/100 км).
Також автомобілі отримали систему Torque Vectoring Brake, що імітує роботу активного заднього міжколісного  диференціала.

## Гібридні версії

### S 400 Hybrid

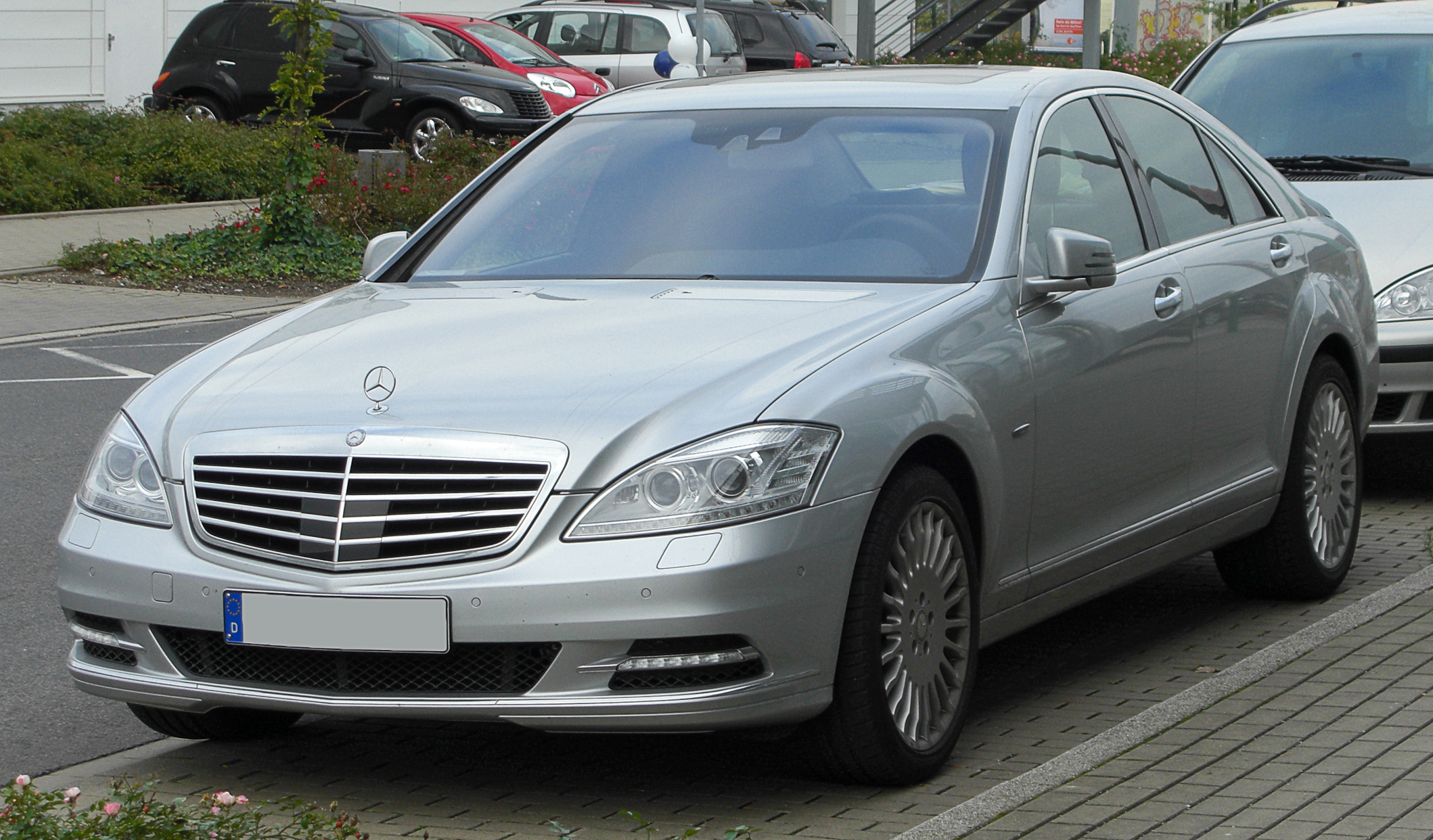
Mercedes-Benz S 400 Hybrid

S-клас після оновлення, яке він отримав у 2009 році, доступний з гібридною силовою установкою. Mercedes-Benz S 400 Hybrid оснащується 3,5 л бензиновим двигуном V6, що розвиває 279 к.с., а також 20-сильним електромотором, який допомагає автомобілю на розгоні і може працювати як генератор на гальмуванні. Крім того, гібридний S-Клас комплектується системою «Старт-Стоп». У підсумку витрата палива становить усього 7,9 літрів на сто кілометрів.

### Vision S 500 Plug-in Hybrid

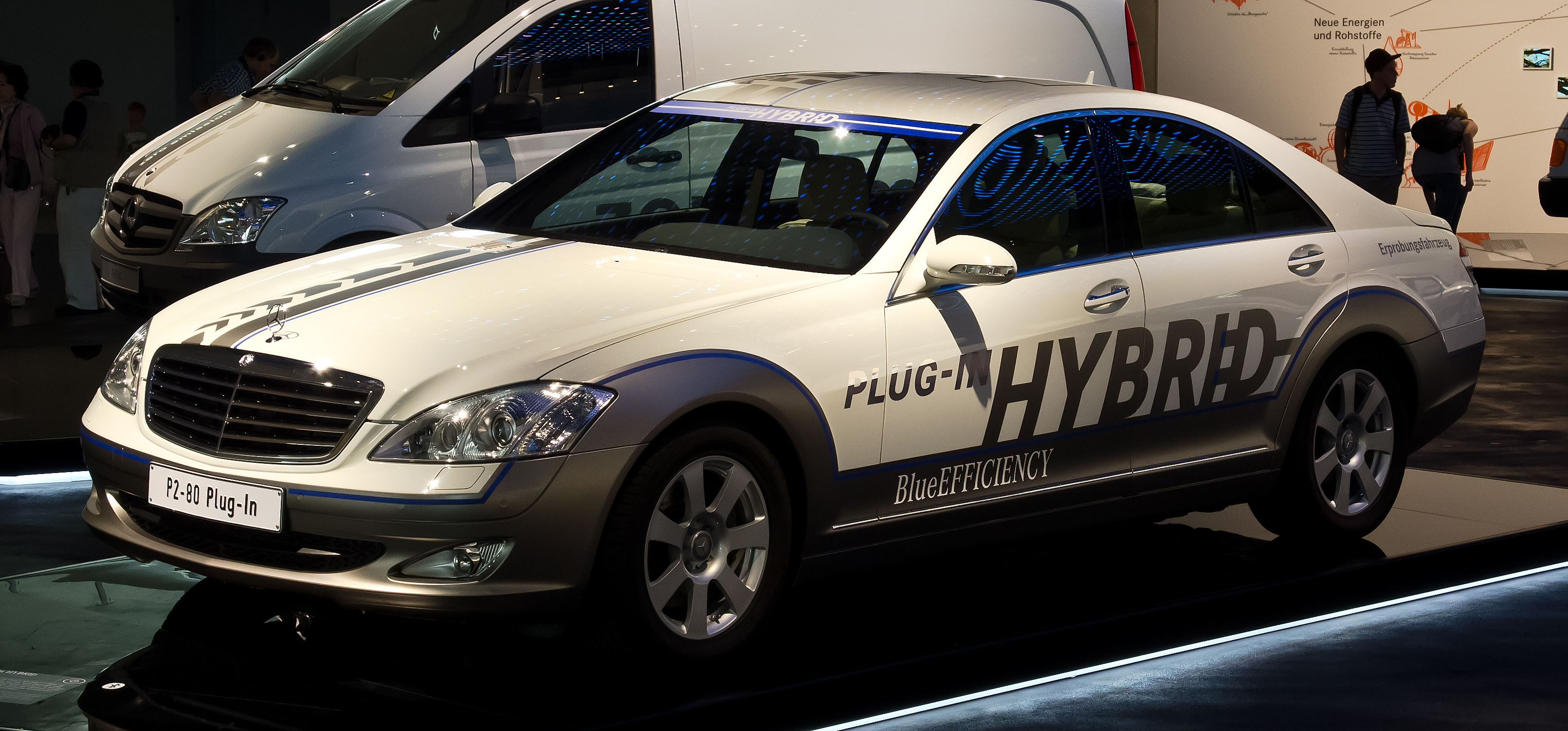
Mercedes-Benz Vision S 500 Plug-in Hybrid

На Франкфуртському автосалоні 2009 року дебютував прототип другої гібридної модифікації S-класу - S 500 Plug-in HYBRID. Машина оснащується 279-сильним бензиновим двигуном V6 3,5 л з системою безпосереднього вприскування нового покоління, а також 60-сильним (250 Нм) електромотором, який заряджає літієво-іонні батареї та збирає енергію при гальмуванні. Причому акумулятори заряджаються і від електромережі. В залежності від напруги відновлення енергозапасів займає від години до чотирьох з половиною.
На одній електротязі автомобіль подолає не більше 30 км, а після вступить в дію ДВС. За даними Mercedes-Benz, рівень викидів CO2 у такого гібрида становить 74 грами на кілометр, що на 28 грамів менше, ніж у гібрида Toyota Prius. Середня витрата палива становить 3,2 літра на сто кілометрів пробігу, а розгін до «сотні» займає 5,5 секунди. Коли Mercedes-Benz S 500 Plug-in HYBRID з'явиться в серії поки не повідомляється.

### S 300 BlueTEC Hybrid
Відносно нещодавно S-клас, від німецького флагмана Мерседес, поповнився новим автомобілем - S 300 BlueTEC Hybrid. Дана модель відноситься до того розряду автомобілів, які успішно поєднують в собі ціну, розкіш і високотехнологічне обладнання. Основними конкурентами автомобіля є: Lexus LS, BMW 7 Серії і Audi A8. 
Список стандартного устаткування досить великий і включає в себе: двозонний клімат-контроль, навігаційну систему, інформаційно-розважальну систему COMAND, безключовий доступ і безключовий запуск двигуна, панорамний люк на даху, 18-дюймові диски.
У стандартне оснащення також входять пакети обладнання, що відповідають за безпеку і допомогу водієві: «Driving Assistance Package Plus» і «PRE-SAFE».

## Brabus

### SV12 R Biturbo 800

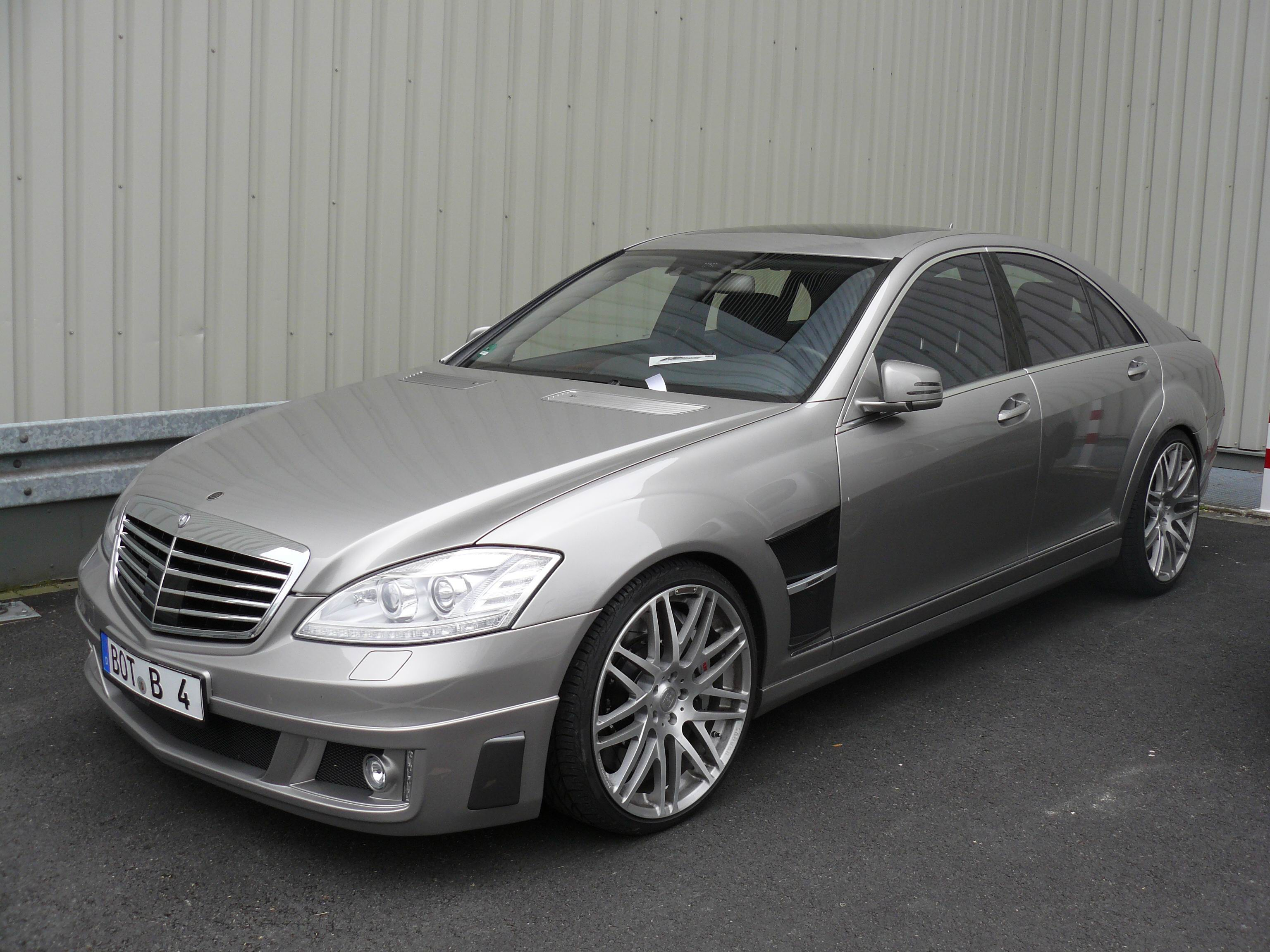
Brabus S-Клас (W221)

Brabus SV12 R Biturbo 800 - під такою назвою німецьке тюнінг-ательє Brabus випустила найшвидший Mercedes-Benz S-Класу.
Об'єм базового бітурбомотора V12 5,5 (517 к.с., 830 Нм) був збільшений до 6,3 л, крім того двигун отримав допрацьовані циліндри та поршні, нові турбокомпресори з чотирма інтеркулерами, распредвали, впускні колектори та програму керування двигуном. Завдяки цим доопрацюванням двигун став видавати потужність 800 к.с. і крутний момент 1420 Нм. Але через обмеження посиленої п'ятиступінчастої АКПП його довелося примусово обмежити електронікою на позначці 1100 Нм. Крім того, автомобіль отримав фірмовий диференціал підвищеного тертя з 40-процентним блокуванням.
За даними фірми-виробника до 100 км/год автомобіль розганяється за 3,9 с, до 200 км/год - за 10,3 с, а максимальна швидкість становить 350 км/год. Для автомобіля пропонується новий модуль управління активною підвіскою ABC, який занижує автомобіль на 15 мм, 21-дюймові колісні диски з шинами Pirelli або Yokohama (за вибором), 12-поршневі гальмівні механізми з 380-міліметровими дисками на передній осі і 6-поршневі з 355-міліметровими дисками на задній.
Салон новинки також був модернізований: сидіння обшиті кремовою шкірою, а в багажнику встановлений комп'ютер компанії Apple, який є частиною мультимедійної системи «iBusiness» з трьома моніторами, можливістю підключення iPad і управління всіма її функціями за допомогою iPhone.